# Gallinero de Cameros
Gallinero de Cameros es un municipio de la comunidad autónoma de La Rioja (España) situado en la comarca del Camero Nuevo.

## Historia
El primer documento en el que aparece citado Gallinero es el Catáglogo de los señores de Vizcaya. En él se menciona a doña Goda López, señora de Gallinero, hija de don Lope, señor de Álava, Vizcaya, Guipúzcoa y Nájera, fallecido en 1093.
No aparece el privilegio del Señorío de Cameros concedido por Enrique II a Juan Ramírez de Arellano. Este hecho hace creer a historiadores como Govantes que Gallinero fue aldea de otro pueblo cercano más grande.
El censo de Pecheros de 1528, en el que no se contaban eclesiásticos, hidalgos y nobles, registraba la existencia 144 pecheros, es decir unidades familiares que pagaban impuestos.  En el documento original, figura como Gallinero.

## Geografía humana

### Demografía
Cuenta con una población de 16 habitantes (INE 2024).
| Gráfica de evolución demográfica de Gallinero de Cameros entre 1842 y 2021                                            |
| |
| Población de derecho según los censos de población del INE. Población de hecho según los censos de población del INE. |

## Administración
| Periodo   | Nombre                                                 | Partido  |
| --------- | ------------------------------------------------------ | -------- |
| 1979-1983 | Félix Torroba Rodríguez                                | UCD      |
| 1987-1991 | Federico Martínez Torres                               | PSOE     |
| 1991-1995 | Federico Martínez Torres                               | PSOE     |
| 1995-1999 | Alberto Viguera Pérez                                  | PP       |
| 1999-2003 | Federico Martínez Torres                               | PSOE     |
| 2003-2007 | Federico Martínez Torres                               | PSOE     |
| 2007-2011 | Miguel Ángel Gómez de Pedro                            | PP       |
| 2011-2015 | Miguel Ángel Gómez de Pedro                            | PP       |
| 2015-2019 | Miguel Ángel Gómez de Pedro                            | PP       |
| 2019-2023 | Miguel Ángel Gómez de Pedro / Federico Martínez Torres | PP/ PSOE |
| 2023-act. | Federico Martínez Torres                               | PSOE     |

En la XI legislatura, a finales de 2020 la dimisión de un concejal del PP otorgó la mayoría absoluta al PSOE, pasando la Alcaldía del popular Miguel Ángel Gómez al socialista Federico Martínez. Este último dimitió del cargo, pero no de su acta de edil, sorteando así una moción de censura.

## Economía

### Evolución de la deuda viva
El concepto de deuda viva contempla sólo las deudas con cajas y bancos relativas a créditos financieros, valores de renta fija y préstamos o créditos transferidos a terceros, excluyéndose, por tanto, la deuda comercial.
Entre los años 2008 a 2014 este ayuntamiento no ha tenido deuda viva.

## Lugares de interés

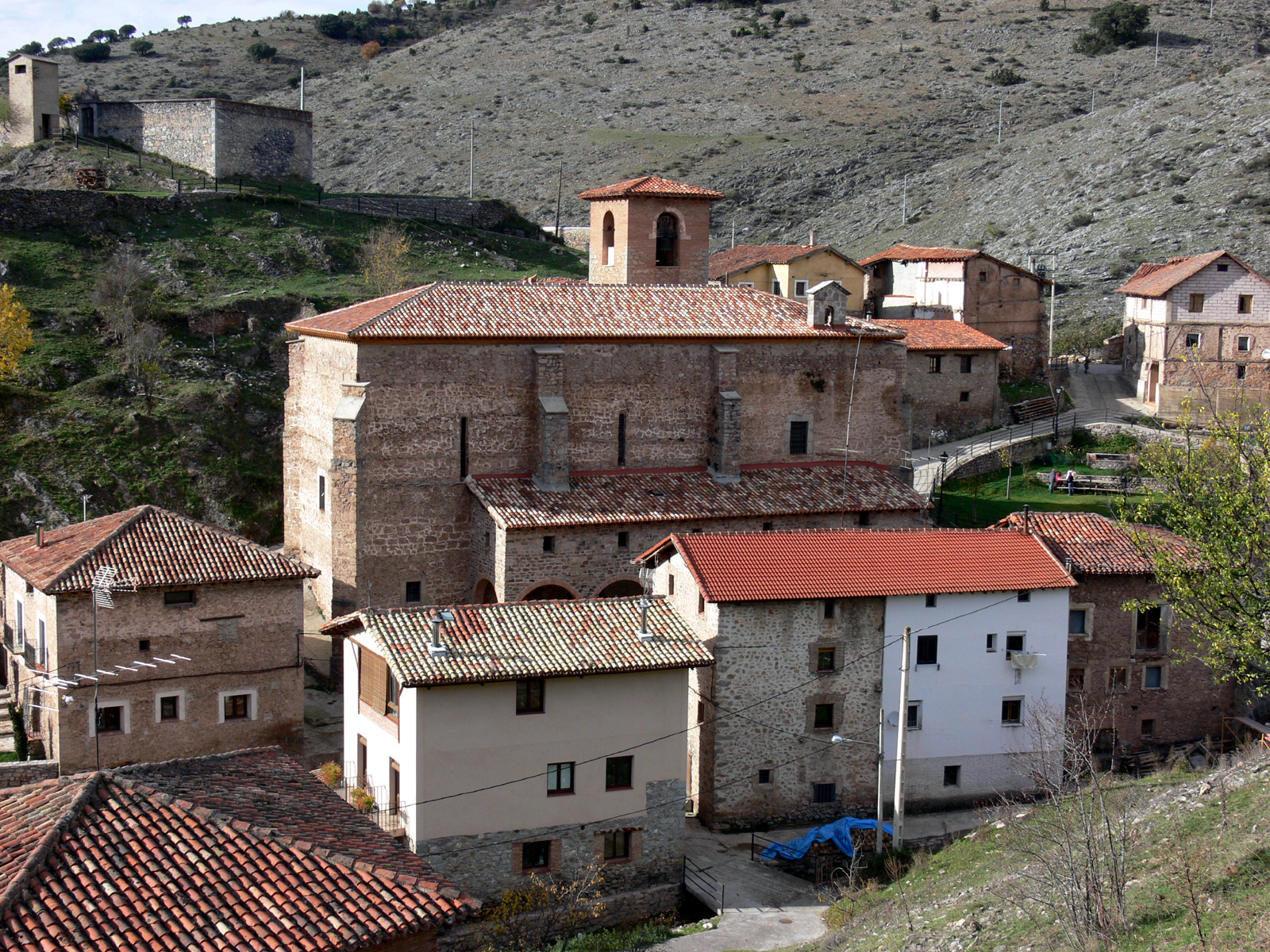
Iglesia de Nuestra Señora de la Asunción.

### Edificios religiosos
- Iglesia parroquial de Nuestra Señora de la Asunción. Construida en el siglo XVI, posee un retablo barroco y un crucifijo gótico del siglo XIV.

- Ermita de la Virgen de la Cuesta.

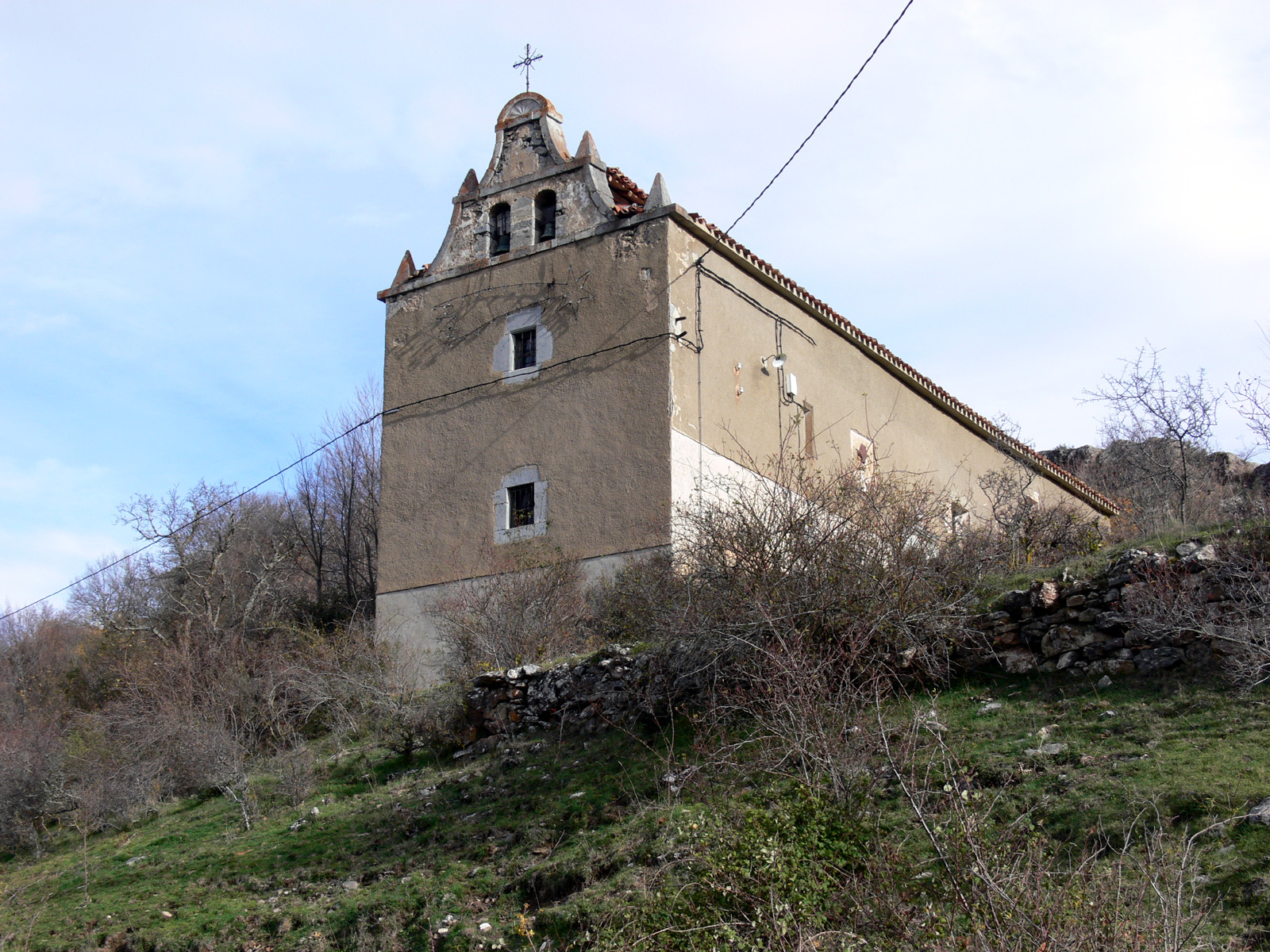
Ermita de la Virgen de la Cuesta.

- Ermita de Santa Eufemia. En ruinas.
- Ermita de San Andrés. En buen estado hasta 1830.
- Ermita de San Cristóbal. Sobre sus ruinas se estableció el actual cementerio.

## Fiestas
- Virgen de la Cuesta, el último fin de semana de agosto.

## Personas destacadas
- Bartolomé González de Tejada, (1580-1650) capitán general de los ejércitos españoles de Indias.